# Тюменбаєв Руслан Самаганович
Тюменба́єв Русла́н Самага́нович (кирг. Руслан Түмөнбаев, 28 травня 1986, м. Бішкек, СРСР) — киргизький борець греко-римського стилю, олімпійський медаліст, чемпіон Азії.

## Спортивні результати на міжнародних змаганнях

### Виступи на Олімпіадах
| Змагання                    | Збірна     | Вагова категорія | Місце  |
| --------------------------- | ---------- | ---------------- | ------ |
| Літні Олімпійські ігри 2008 | Киргизстан | 60 кг            | Бронза |

### Виступи на Чемпіонатах світу
| Змагання                        | Збірна     | Вагова категорія | Місце |
| ------------------------------- | ---------- | ---------------- | ----- |
| Чемпіонат світу з боротьби 2007 | Киргизстан | 60 кг            | 24    |
| Чемпіонат світу з боротьби 2009 | Киргизстан | 60 кг            | 16    |
| Чемпіонат світу з боротьби 2010 | Киргизстан | 60 кг            | 7     |
| Чемпіонат світу з боротьби 2011 | Киргизстан | 60 кг            | 14    |
| Чемпіонат світу з боротьби 2013 | Киргизстан | 66 кг            | 20    |

### Виступи на Чемпіонатах Азії
| Змагання                       | Збірна     | Вагова категорія | Місце  |
| ------------------------------ | ---------- | ---------------- | ------ |
| Чемпіонат Азії з боротьби 2007 | Киргизстан | 60 кг            | Бронза |
| Чемпіонат Азії з боротьби 2008 | Киргизстан | 60 кг            | Золото |

### Виступи на Азійських іграх
| Змагання           | Збірна     | Вагова категорія | Місце  |
| ------------------ | ---------- | ---------------- | ------ |
| Азійські ігри 2006 | Киргизстан | 60 кг            | Бронза |

### Виступи на інших змаганнях
| Змагання                                                                       | Збірна     | Вагова категорія | Місце  |
| ------------------------------------------------------------------------------ | ---------- | ---------------- | ------ |
| Кубок Ядегара Імама 2011                                                       | Киргизстан | 60 кг            | 12     |
| Кубок Президента Казахстану з боротьби 2011                                    | Киргизстан | 60 кг            | 11     |
| Кубок Владислава Питласинські 2011                                             | Киргизстан | 60 кг            | 23     |
| Олімпійський кваліфікаційний турнір з греко-римської боротьби 2012 (Астана)    | Киргизстан | 60 кг            | Бронза |
| Олімпійський кваліфікаційний турнір з греко-римської боротьби 2012 (Гельсінкі) | Киргизстан | 60 кг            | Бронза |
| Золотий Гран-прі з боротьби 2013                                               | Киргизстан | 66 кг            | 20     |
| Кубок Президента Казахстану з боротьби 2013                                    | Киргизстан | 66 кг            | 12     |